# Voyeur
Voyeur is een computerspel dat werd ontwikkeld door Philips P.O.V. Entertainment Group en Philips Interactive Media. Het spel kwam uit in 1993 voor het platform Philips CD-i.  

## Platforms
| Jaar | Platform  |
| ---- | --------- |
| 1993 | CD-i      |
| 1994 | DOS       |
| 1995 | Macintosh |

## Ontvangst
| Beoordeeld door                      | Platform  | Datum            | Score |
| ------------------------------------ | --------- | ---------------- | ----- |
| Video Games & Computer Entertainment | CD-i      | april 1994       | 100%  |
| The Video Game Critic                | CD-i      | 21 juli 2004     | 75%   |
| Freak                                | DOS       | maart 1995       | 70%   |
| PC Joker                             | DOS       | januari 1995     | 69%   |
| Defunct Games                        | CD-i      | 14 juli 2007     | 69%   |
| PC Games (Duitsland)                 | DOS       | januari 1995     | 48%   |
| PC Player (Duitsland)                | DOS       | januari 1995     | 42%   |
| Electric Playground                  | Macintosh | 12 november 1995 | 40%   |
| Computer Gaming World (CGW)          | DOS       | maart 1995       | 40%   |
| Adventure Classic Gaming             | DOS       | 22 oktober 1997  | 2%    |